# Martin Grubhofer
Martin Grubhofer (* 20. Jänner 1998) ist ein österreichischer Fußballspieler.

## Karriere
Grubhofer begann seine Karriere beim SCU Ardagger. Zur Saison 2011/12 wechselte er in die AKA St. Pölten, bereits im September 2011 kehrte er jedoch wieder in die Jugend Ardaggers zurück. Im Oktober 2013 debütierte er anschließend für die erste Mannschaft der Niederösterreicher in der Landesliga. Bis zum Ende der Saison 2013/14 kam er zu 14 Einsätzen in der vierthöchsten Spielklasse. In der Saison 2014/15 kam er regelmäßig zum Einsatz und absolvierte 25 Landesligaspiele. In der Saison 2015/16 absolvierte er 27 Partien, in der Saison 2016/17 28. In der Saison 2017/18 verpasste er lediglich ein Spiel und kam zu 29 Einsätzen. In der Saison 2018/19 absolvierte der Mittelfeldspieler 26 Partien im niederösterreichischen Oberhaus. In der COVID-bedingt abgebrochenen Saison 2019/20 absolvierte er 15 Spiele, in der ebenfalls abgebrochenen Saison 2020/21 neun. In der Saison 2021/22 kam er zu 25 Einsätzen. In der Saison 2022/23 wurde er mit Ardagger Meister und stieg erstmals in der Klubgeschichte in die Regionalliga auf. In der Aufstiegssaison steuerte er sechs Tore in 27 Spielen bei.
In der Regionalliga kam Grubhofer in der Saison 2023/24 zu 29 Einsätzen, in denen er fünfmal traf. Mit Ardagger stieg er als Vorletzter jedoch direkt wieder in die Landesliga ab. Daraufhin schloss er sich zur Saison 2024/25 dem Zweitligisten SKU Amstetten an. Sein Debüt in der 2. Liga gab er im August 2024, als er am ersten Spieltag jener Saison gegen den ASK Voitsberg in der Startelf stand.